# 伦迪纳拉
伦迪纳拉是意大利威尼托大区罗维戈省的一个镇，人口约1.2万（2004年）。